# Meensel
Meensel is een dorp in de Belgische provincie Vlaams-Brabant. Samen met Kiezegem vormt het Meensel-Kiezegem, een deelgemeente van Tielt-Winge. Meensel ligt anderhalve kilometer ten oosten van Kiezegem.

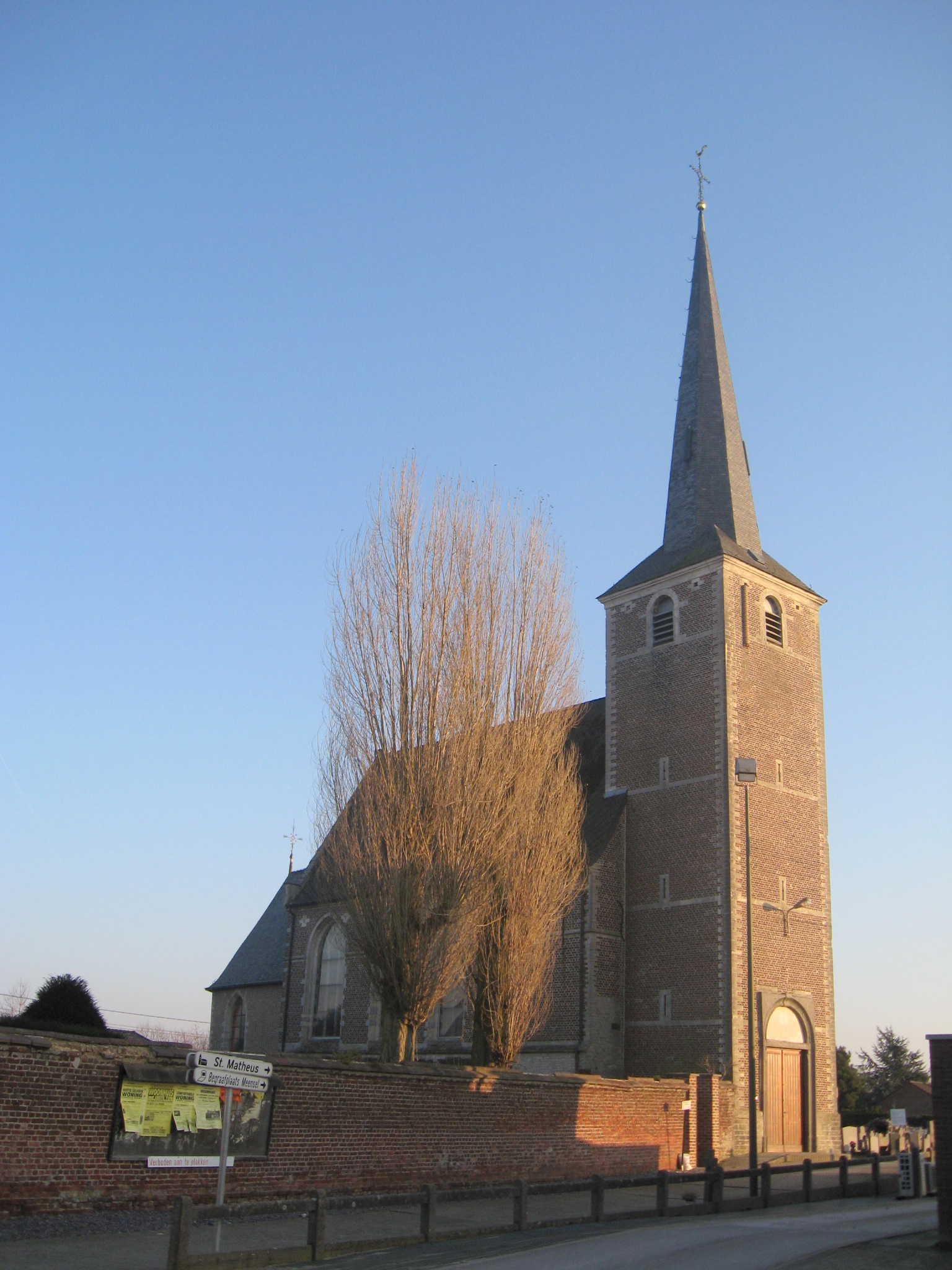
Sint-Mattheuskerk

## Geschiedenis
In het middeleeuwse hertogdom Brabant was Meensel geen zelfstandige heerlijkheid; de rechterlijke macht behoorde rechtstreeks aan de hertog, die haar delegeerde aan de schepenen van Kapellen. Vanaf 3 oktober 1681 wordt S.F. Briers heer van Meensel.
Op de Ferrariskaart uit de jaren 1770 is de plaats weergegeven als het dorp Meensel.
Op het eind van het ancien régime werd Meensel een gemeente. In 1824 werd de gemeente al opgeheven en samengevoegd met Kiezegem tot de nieuwe gemeente Meensel-Kiezegem.
In augustus 1944 vonden in Meensel-Kiezegem razzia's plaats.

## Bezienswaardigheden
- De Sint-Mattheuskerk
- Museum ‘44: Het drama van Meensel-Kiezegem ’44[3]

## Bron
1. ↑  Eug. De Seyn, "Geschied- en aardrijkskundig woordenboek der Belgische gemeenten," uitgeverij Bieleveld, Brussel, ongedateerd (vermoedelijk 1938).
2. ↑  Sven Vrielinck, De territoriale indeling van België (1795-1963), Universitaire Pers Leuven, 2000, p. 1887
3. ↑  website museum'44 www.museum44.be. Gearchiveerd op 1 augustus 2024.